# Can Pere Pau
Can Pere Pau és una masia del poble de Bigues, en el terme municipal de Bigues i Riells, a la comarca catalana del Vallès Oriental.
Està situada al sector oriental del terme, a prop del termenal amb l'Ametlla del Vallès. És uns 200 metres al nord de la carretera BP-1432, és accessible des de la carretera per un camí particular que hi mena directament. Està situada a llevant de Can Ribafort, al nord de Can Curto (dins de la finca de la qual es troba), a migdia de Can Petrallos i al sud-oest de Pinar i Portús. Es troba a la dreta del Xaragall.
Està inclosa en el Catàleg de masies i cases rurals de Bigues i Riells.